# Друзы

Флаг друзов

Дру́зы (ед. ч. араб. درزي‎; дурзи́, дарзи́, мн. ч. араб. دروز‎; дуру́з) — этноконфессиональная группа арабов в Ливане, Сирии, Иордании и в Израиле. Существуют многочисленные группы друзов в США, Канаде, Франции, Великобритании, Западной Африке, Карибском бассейне и других странах, состоящие из потомков эмигрантов.

## Краткая информация, описание

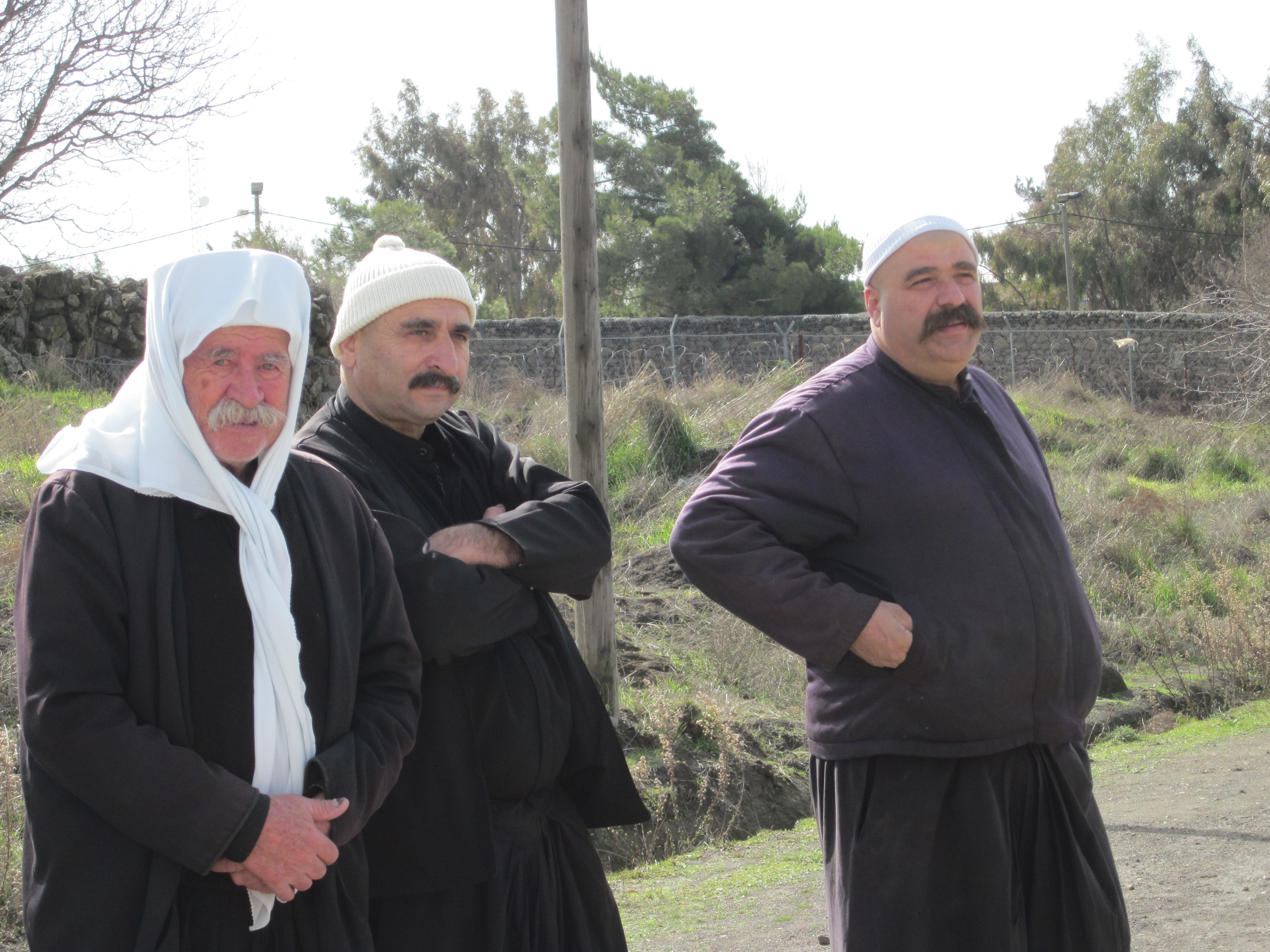
Друзы Голанских высот в типичной одежде религиозных «уккаль»

Друзы — арабы, исповедующие друзизм, религию, которая ранее являлась одним из ответвлений шиитской секты исмаилитов, однако в XI веке откололась от неё и прекратила конфессиональные контакты с исмаилитами ещё в Средние века, претерпев в последующем значительные изменения. Друзское вероучение возникло среди исмаилитов Египта и Южного Ливана в начале XI века под влиянием проповеди миссионера Мухаммеда ибн Исмаила Наштакина ад-Дарази и названо по его имени. Сами друзы нередко негативно относятся к личности Дарази и слово «друзы» как самоназвание не употребляют. Они называют себя «мувахиддун» (араб. الموحدون‎ — «единобожники») или «ахль ат-таухид» (أهل التوحيد‎ — «люди единобожия»).
Принять вероисповедание друзов невозможно, так как не существует института перехода в друзскую веру. Друзом считается тот, кто придерживается своей традиционной религии и чей отец и мать — друзы. Сами друзы, верящие в переселение душ, утверждают, что каждой душе человеческой была представлена возможность принять друзское вероисповедание в период так называемых «отворенных врат» (до XV века христианского летосчисления, по некоторым другим сведениям — до XII-XIII века х.л.). Все души, которые приняли решение о принятии друзской веры, перерождаются в друзов, остальные души отказались от перехода в друзскую веру.
Друзы принимают доктрину такия («мысленная оговорка», которая может использоваться для сокрытия подлинных взглядов), согласно которой верующий, живущий во враждебной среде, может внешне принять её условности, сохраняя в душе истинную веру. Обман и дезинформация иноверцев во благо общины не являются предосудительными.
Друзское общество представляет собой замкнутую организацию, возглавляемую уккалями («умные», «знающие», множественное число от «акыль»), которые руководят массой верующих (джуххаль — «невежественные», множественное число от джахиль). Представляется, что существует довольно сложная иерархия уккаль. Есть также высшие духовные авторитеты, которых называют «аджавид» (множественное число от джеййид) — «совершенные». Уккаль можно стать только по достижении 40 лет, пройдя серию специальных многолетних курсов и программ религиозного и философского обучения. Принято считать, что, например, ни Камаль Джумблат, ни Валид Джумблат уккаль не были, да и не могли ими быть. Ряд специалистов отмечают наличие конфликтов между уккаль и светским руководством друзской общины.
Семейное право у друзов отличается от семейного права других религиозных общин. В 1948 году Ливанский парламент утвердил составленный друзскими уккаль Кодекс друзского семейного права, который в 1953 году был принят в Сирии, а в 1961 году в Израиле.
Среди западных и российских («ленинградская школа») востоковедов существовала и альтернативная типология друзов, согласно которой они не являлись самостоятельной религией, а были суфийским орденом в рамках исмаилитского направления ислама.

## Язык
Ближневосточные друзы говорят на сиро-ливанском и палестинско-иорданском диалектах арабского языка. Численность друзов в настоящее время превышает 1,5 миллиона человек.
Наиболее крупная их община проживает в Сирии (район Джебель-эд-Дуруз (Джебель аль-араб), административный центр — город Эс-Сувейда) — более 800 тысяч человек. Более полумиллиона друзов проживает в Ливане, главным образом в горных районах южной части страны. Около 120 тысяч друзов живёт в Израиле.
Значительное количество друзов продолжает эмигрировать в США, Канаду, Западную Европу, где существуют многочисленные друзские общины. Значительная часть друзских эмигрантов забывает родной язык и уже во втором-третьем поколении начинает говорить только на языке страны пребывания (чаще английском, французском, испанском и др.).

## Происхождение
Большинство из современных живущих друзов могут проследить своё происхождение от Вади-эт-Тайм в Южном Ливане, названного в честь арабского племени Тайм-Аллах (ранее Тайм-Аллат), которое, согласно известному арабскому историку ат-Табари, прибыло из Аравии в долину Евфрата, где было обращено в христианство ещё до их переселения в Ливан. Многие семьи друзских феодалов, чьи родословные были сохранены двумя современными сирийскими летописцами Хайдаром аш-Шихаби и аш-Шидьях, также, по-видимому, склоняются к подобному происхождению. Арабские племена пересекли Персидский залив и остановились в Ираке, однако дальнейшая судьба привела их в Сирию.
Первая семья друзов-феодалов, которая сделала себе имя в борьбе с крестоносцами, Танух, была, по словам Хайдара аш-Шихаби, представительницей арабского племени из Месопотамии, где занимала должность правящей семьи и, по-видимому, была обращена в христианство. Семья Танух вынуждена была покинуть Аравию в начале II или III в. н. э.
Род Маан, который заменил собой правящий род Танух и произвёл величайшего в истории друза-героя, Фахр-ад-Дина, был такого же традиционного происхождения. Род Талхук и Абд аль-Малик, которые стали лидерами друзов позднее, имеют такие же родословные записи, как и Танух. Род Имад назван по имени аль-Имадийя — курдского города Эль-Амадия, к северо-востоку от Мосула в Курдистане, и, как род Джумблат, считаются курдского происхождения. Род Арсалан (Арслан, Арислан) заявляет о своём происхождении от арабских королей Хиры, но имя Арсалан («лев» по-тюркски) предполагает персидское влияние, если не происхождение.
Наиболее общепринятой теорией считается то, что друзы являются смесью ряда корней, в которой, в основном, преобладают арабские, будучи впоследствии привитыми коренному горскому населению арамейской крови.
Тем не менее, многие учёные сформулировали свои собственные гипотезы: например, Ламартин (1835) обнаружил у современных друзов остатки самаритян; граф Карнарвон (1860), — тех из куфитов[неизвестный термин], которых Асархаддон переселил в Палестину; профессор Феликс фон Лушан (1911), в соответствии с его выводами из антропометрических измерений, считал друзов, маронитов и алавитов Сирии, наряду с армянами, бекташами, Али-Ильясами и езидами из Малой Азии и Персии, современными представителями древних хеттов.
В XVIII веке существовало две ветви друзов, проживающих в Ливане: йеменские друзы, возглавляемые родами Хамдан и Аль-Атраш; и друзы-кайси, возглавляемые родами Джумблат и Арсалан.
Род Хамдан был изгнан из Горного Ливана после битвы Айн Дара в 1711 году. Эта была битва между двумя группировками друзов: йеменскими и кайси. После драматического поражения, йеменские друзы мигрировали в Сирию в область Джебель-друзов и её столицу, Сувейда. Тем не менее, существует мнение, что эти две фракции были политического характера, а не этнического, и обе имели как христианских, так и друзских сторонников.

## История

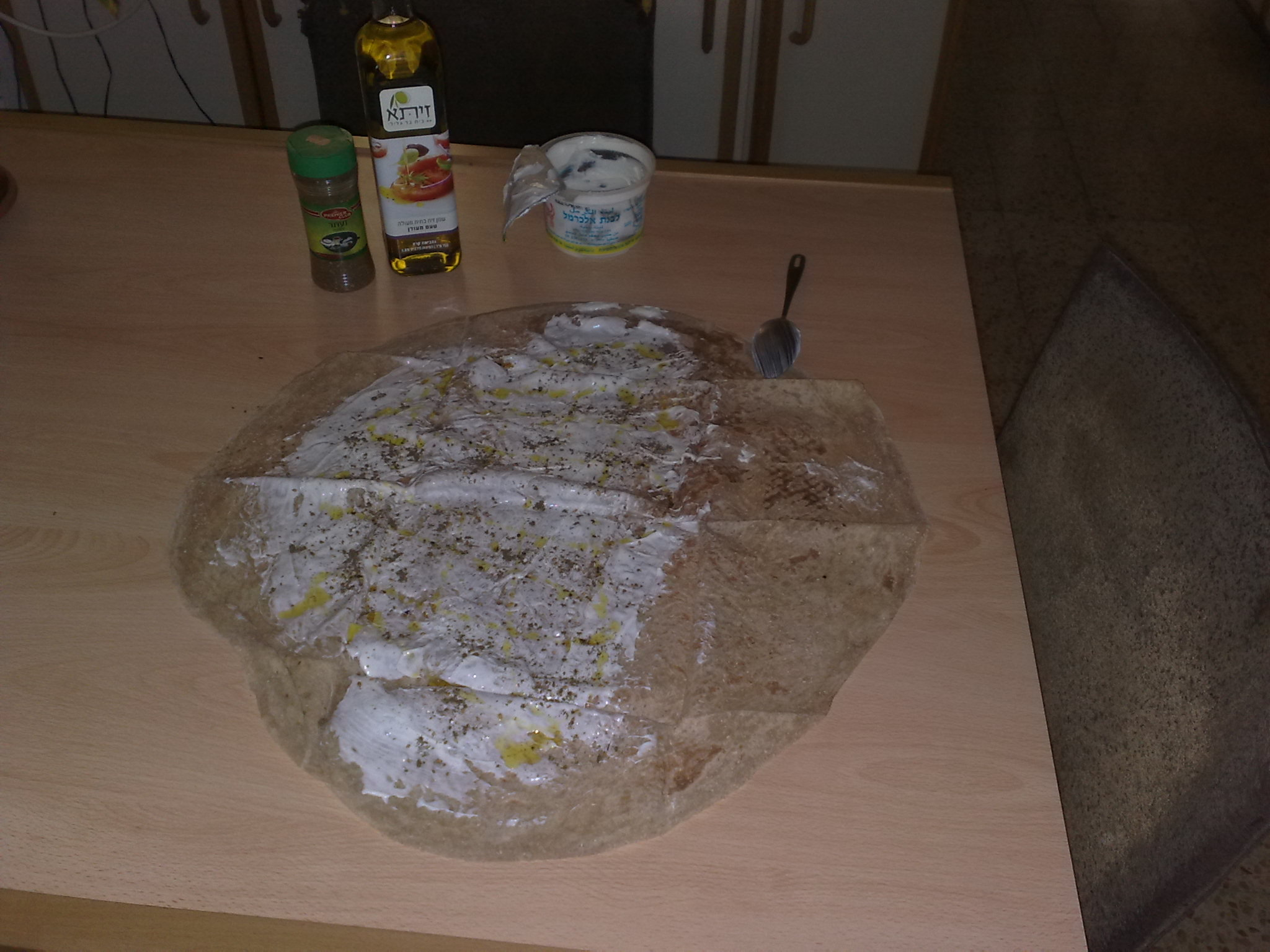
Национальная друзская еда — друзская пита, намазанная кислым йогуртом, политая оливковым маслом и посыпанная затаром.

Самая известная из шиитских сект — исмаилиты — возникла в VIII веке. Одной из её концепций, по некоторым, не вполне достоверным данным, являлось учение об «инкарнации» (хулул) — «воплощении Божества в человеке», якобы общее для крайних сект шиизма, которых обвиняли в том, что они обожествляли пророка Мухаммада, халифа Али как его преемника и последующих имамов из рода Алидов.
В 996—1021 годах в Египте правил исмаилитский фатимидский халиф Аль-Хаким, начавший крупномасштабную программу административных реформ и готовивший большую кампанию против византийцев в Сирии и Малой Азии, а также независимо от неё против Аббасидов в Месопотамии. Вместе с тем, по свидетельствам его противников, он был эксцентричным и даже психически нездоровым человеком. В целом, ряд востоковедов считает, что его правление было отмечено началом упадка халифской власти (например, эта точка зрения отражена в Большой советской энциклопедии).
Оппоненты Хакима утверждали, что он якобы объявил себя инкарнацией бога, что не подтверждается сохранившейся перепиской Хакима. Более вероятной представляется точка зрения, что некоторые «чрезмерно преданные» придворные распространяли это утверждение против воли Аль-Хакима. Нельзя исключать, что наиболее известным пропагандистом этой точки зрения был Дарази.
Вероятно, Дарази играл важную роль в оформлении идеологии реформ Хакима и проведении этих самых реформ в период самых радикальных мер и в уничтожении оппозиции реформам, по меньшей мере, в области внешней политики, пропаганды исмаилизма за рубежом, а также управления завоёванными Фатимидами провинциями. Христиане различных конфессий и евреи представляли собой основу административного аппарата Фатимидов, которые, будучи выходцами из отсталой части Северной Африки и революционными разрушителями суннитского государственного аппарата, были вынуждены в части гражданской администрации опираться на более образованные христианские и еврейские круги, при этом поддерживая баланс сил между различными христианскими конфессиями: православными, коптами, различными видами несториан, католиками, а также национальными церквями — армянами и эфиопами. Однако ко времени воцарения Хакима, этот баланс был резко нарушен в пользу коптов и частично православных-мелькитов, занявших основные административные посты.
На первом этапе реформ Хаким поддержал Дарази, нанося удар по традиционным христианским конфессиям и поддерживая оппозиционные христианские церкви и еврейскую общину, играя на имущественных конфликтах между христианскими конфессиями.
Распространена (из исмаилитских источников) версия, что Дарази попал в опалу после того, как провозгласил (очевидно против воли самого халифа) аль-Хакима инкарнацией бога. По одной версии он бежал в Ливан, где начал проповедовать учение о божественности Хакима, по другой — был казнён.
Его учеником и, вероятно, продолжателем его дела был Хамза Ибн Али ибн Ахмад, хотя по версии, распространённой среди друзов, Хамза сильно расходился во взглядах с Дарази и фактически был его оппонентом. По заверениям некоторых источников, друзского происхождения, друзские рукописи, говорят, что Хаким пережил ту роковую ночь, когда его должны были убить по приказу сестры; но, устав от власти, он удалился в пустыню Аммона и там создал учение, которое позднее поведал его ученик Хамза. Наконец есть распространённая в кругах, близких к друзским шейхам, версия, что не Хамза был учеником Дарази, а, наоборот, Дарази был учеником Хамзы, исказившем волю и мысли своего учителя. Эта версия даёт труднопредставимую картину о якобы существовавшем триумвирате единомышленников — аль-Хакима, Хамзы и Дарази, которая едва ли может быть принята в силу различия статуса этих трёх деятелей и известных нам более-менее достоверных фактах.
Реформаторская деятельность аль-Хакима вызвала раскол в среде его приближённых.
Наиболее радикально настроенные исмаилиты после перехода аль-Хакима к более взвешенной политике и вероятной опале и даже казни Дарази покинули двор Хакима и укрылись в горах Ливана, где начали активную пропагандистскую деятельность. В 1021 году аль-Хаким исчез при таинственных обстоятельствах, по всей видимости был убит своими приближёнными, немедленно начавшими кампанию по очернению Хакима. С учётом времени, потребного для распространения сведений о смерти халифа, а также сомнений в их достоверности, прото-друзы верили, что он не умер, а ушёл «в сокрытие» (скрывается и готовит силы для возвращения себе престола). Позднее это трансформировалось в религиозное убеждение, что Хаким появится в День Страшного суда в качестве махди. Принявшие взгляды Дарази племена и кланы и составили основу друзов. Российский востоковед XIX века Константин Базили отмечает, что вместе с ними были и «другие раскольники мухаммеданства, бежавшие из Месопотамии», которые вместе со сторонниками Дарази из Египта и Леванта и «составили в Ливане независимое племя друзов».
Крупнейшими религиозными авторитетами друзов считаются Хамза Ибн Али и Ас-Сайид Абдалла ат-Танухи.
Базили полагал, что «при самом начале политического своего существования племя это появляется разделённым на две партии — иемени и кейси… Семейства Танух, Джемаль эд-Дин, Алам эд-Дин были иемени. Эмиры Маан почитались главами противной партии кейси. Они были обрадованы прибытием новых союзников в соседний Антиливан, ибо Шихабы, по своему происхождению из Хиджаза, принадлежали к партии кейси. Мааны из своих родословных открыли старинные связи и родство своего дома с предками Шихабов в Аравии. Родственные связи возобновились между двумя семействами, подкрепили политический союз, неразрывно существовавший около шести веков, среди борьбы двух партий народных, а затем узаконили переход к Шихабам наследия Маанов по прекращении рода последних [в конце XVII в.]».
В XII и XIII вв. друзы принимали деятельное участие в борьбе с крестоносцами, а по их изгнании продолжали составлять конфедерации с другими владетельными эмирами, вести войны и распространять своё влияние на другие области Сирии, признававшей тогда над собою власть египетских султанов. При нашествии монголов под руководством Хулагу, и при нашествии Тимурленга, Шихабы, княжество которых находилось в Антиливанском хребте по соседству с Дамаском, было покорено, и они искали убежища на Ливанском хребте, в неприступном округе Шуф, где устояли эмиры Мааны.
«При завоевании Сирии турками (в 1516 г.) и по разбитии султаном Селимом халебских эмиров и войска египетского эмиры Южного Ливана и Антиливана, между коими особенно славился Фахр эд-Дин Маан, основатель величия друзов, перешли на сторону победителя, помогли ему своим оружием и были им утверждены в своих наследственных уделах». Владетели северных отрогов Ливана, эмиры Танух и Джемаль эд-Дин оставались верными египетскому правлению, а потому были вынуждены спасаться бегством от турецкого нашествия.
Таким образом, на протяжении средних веков и нового времени друзы имели свою наследственную землевладельческую аристократию, династии правящих эмиров (Мааны, сменившие их Шихабы и др.). Наибольшего подъёма власть друзских эмиров в Ливане достигла при Фахр-ад-дине (Фахраддине) II Маане (правил в 1590—1633 годах) и Башире II Шихабе (правил в 1788 или 1789—1840 годах). Основным занятием населения было земледелие; ремеслом и торговлей друзы до начала XX века почти не занимались.

Генеалогическое древо Маанов по проф. Филиппу К. Хитти

Турецкое правительство систематически разжигало конфликты между алавитами и друзами для противостояния феодальной вольнице, последовательно поддерживая то одну, то другую стороны, хотя алавитские шейхи Хамади и эмиры Харфуш из округов Джубейль и Баальбек по собственному движению признавали над собой власть Фахраддина и домогались его покровительства. (Племена алавитов также занимали окрестности Сайды и городок Сур), а также алавиты и друзы многократно объединялись в борьбе с турками и египтянами.
В начале XVIII века в результате войны между кланами Джумблатов и Арсланов, с одной стороны, и аль-Атрашей, которые являются потомками Фахраддина Маана, и Хамданов, с другой, часть друзов (проигравшие аль-Атраши и Хамданы) переселилась в Хауран (современная Сирия), район, получивший название Джебель-Друз (горы друзов).
В XVIII веке алавитские феодалы и племена в Леванте стали более сильными, чем друзы. В этот период друзы часто поддерживали алавитов, несмотря на происки турецких специальных служб, пытавшихся развязать конфликты между друзами, алавитами и исмаилитами, последние же, выступив против алавитов, были практически полностью вытеснены со своих территорий в Леванте. (Алавитский шейх Насиф Нассар помимо прочего выступил союзником российского Средиземноморского флота в во время русско-турецкой войны 1768—1774 гг., когда Екатерина II направила русскую эскадру под командованием А. Г. Орлова из Балтийского в Средиземное море для операций против турецкого флота и для поддержки антитурецкого движения греков и славян. После поражения турецкого флота в битве при Чесме 26 июня 1770 года русская эскадра осуществляла полный контроль над восточной частью Средиземного моря. Основная база русского флота находилась на острове Паросе в порту Ауза, откуда русские суда блокировали средиземноморские владения Турции и уничтожали остатки турецкого флота). Во время Египетского похода Бонапарта алавиты поддержали французскую армию при осаде Акко. После капитуляции французского экспедиционного корпуса шейхи алавитов стали жертвой мстительности турецких пашей, мамелюков и местных феодалов. Они пытались обратиться за спасением к своим историческим врагам друзам, но те отказали в помощи, главным образом, в силу неопределённости своего собственного статуса и историческими связями с Британией. Тем не менее, друзские шейхи смогли заметно снизить масштабы расправы, которая не приняла формы геноцида, но ограничилась ликвидацией большой части феодальной верхушки и резкого сокращения территорий под контролем алавитских шейхов.
В 40—60-х годах XIX века в Ливане происходили вооружённые столкновения между различными общинами, особую ожесточённость принял затяжной конфликт между друзами и христианами-маронитами (наиболее вспышки боевых действий в 1841, 1845, 1860 годах). На самом деле религиозный антагонизм играл меньшую роль, чем проблемы эксплуатации крестьян и проблемы оттоманского административного деления в Леванте. Как правило, культовые сооружения сторонами не уничтожались, а покушения на христианских клириков и аджавидов рассматривались обеими сторонами как крайне предосудительные вещи. Решающую роль сыграл тот факт, что конфликт разжигался интригами соперничавших в Сирии и Ливане европейских держав, причём Британия поддерживала друзов, Франция — маронитов, а Россия — православных.
Попытки властей Османской империи во 2-й половине XIX—XX вв. положить конец друзским «вольностям» (отсутствие воинской повинности, право ношения оружия, неограниченная власть друзской знати над остальными друзами) вызывали частые антитурецкие выступления (1869, 1888, 1894—1897, 1904, 1910 и др.).
После первой мировой войны по соглашению Сайкс-Пико друзские территории в Ливане и Сирии вошли в состав французского мандата (1920—43), однако британские внешнеполитические и секретные ведомства продолжали интенсивные контакты с левантийскими друзами.
Джебель-Друз был центром общесирийского национального восстания в 1925—27 годах. В 1921—1936 годах автономное друзское государство существовало в рамках французского мандата.
В годы Второй мировой войны после кровопролитного освобождения Леванта войсками Сражающейся Франции (ранее Свободная Франция) и Великобритании в 1941 году от вишистских войск генерала Денца, британцы попытались сформировать друзские кавалерийские эскадроны под своим руководством и заняли французское представительство в Сувейде. Это привело к острому конфликту режима Де Голля и Правительства Черчилля. По словам Де Голля это был «самый острый конфликт» между Британией и его режимом. Кроме того, британцы монополизировали торговлю Леванта и получили право на строительство железной дороги без согласования с Де Голлем.
При формировании первых суверенных, но подмандатных Правительств Ливана друзы получали в них один-два министерских поста. В настоящее время друзам обычно предоставляется три министерских поста, причём всегда им отдаётся пост Министра по делам перемещённых лиц.

## Религия друзов

### Учение о переселении душ (танасух)
Друзы принимают учение о переселении душ. По мнению друзов, существует ограниченное количество душ, которые переходят из одного тела в другое в момент смерти. Для души определены понятия, близкие к понятию кармы, сама душа при этом, возникнув от искры вечной воли, бессмертна. Все деяния души в течение всех её перевоплощений будут учтены на Страшном суде.
Учение о переселении душ служило важным фактором в морально-психологической подготовке знаменитой друзской кавалерии (британские вооружённые силы настаивали на формировании друзских эскадронов для своей армии даже во время Второй мировой войны). Так как душа возрождается в новом теле, то смерть не является пугающей для друзских бойцов, которые шли в атаку со знаменитым возгласом «Во чреве матери» (я вновь появлюсь), наводившим ужас на противников, от крестоносцев до маронитских феодалов.
Под вопросом остаётся наличие души у женщины. Ряд источников утверждает, что согласно друзским верованиям у женщин бессмертной души нет, однако более достоверные источники сообщают, что друзы полагают, что душа по своей сути беспола, а следовательно, может возрождаться как в мужском, так и в женском теле. Это нашло отражение в ливанской школе психоанализа.
Доктрина Танасух находит своё отражение в друзской литературе и фольклоре, где как литературный приём часто используются воспоминания о предыдущих жизнях лирического героя. Очень часто описывается лирический герой, проживающий множество жизней.

### Религия друзов и ислам
Вопрос о том, является ли религия друзов самостоятельной или частью ислама, остаётся дискуссионным. Помимо прочего он несёт и политическое значение, так как в ряде стран (например, Сирии и Ливане) некоторые высшие должностные посты могут занимать по учредительным или конституциональным актам только мусульмане или христиане. В связи с этим важной является классификация религии друзов.
С формальной точки зрения мусульманином является тот, кто в присутствии двух свидетелей произнесёт символ веры (шахаду), состоящий из двух положений: о том, (1) что нет никого достойного поклонения кроме Аллаха и (2) что Мухаммад является пророком и посланником Аллаха. По исламскому законодательству это необходимо и достаточно для признания человека мусульманином. Друзская религиозная практика признаёт оба положения. Однако ряд мусульманских юристов (наиболее известный — Ибн Таймийя) издавал фетвы о том, что друзы не могут являться субъектами правоотношений с мусульманами по законам, регулирующим отношения между мусульманами. Положение усугубляется практикой такия, которая позволяет друзам, например, произносить шахаду, делая в уме мысленную оговорку, которая с их точки зрения, лишает клятву сакрального смысла. Отмечалось, что в Сирии друзы в разговорах с иноверцами предпочитают называть себя мусульманами, а в Израиле — самостоятельной религией.
Для друзов обязательна моногамия, молитва может быть заменена медитацией и не является обязательной, пост заменён периодами молчания и воспринимается как воздержание от открытия истины непосвящённым, закят (милостыня в пользу бедных) не регламентирован и воспринимается как взаимопомощь. Друзы отмечают только два праздника: общемусульманский праздник жертвоприношения (Курбан-Байрам) и общешиитский траурный день Ашура.

### Западный взгляд на религию друзов
Сведения, которыми располагает западное востоковедение о религии друзов, не всегда являются достоверными. Положение усугубляется применением принципа такия, позволяющего друзам публично отрекаться от своей религии, храня ей верность в душе, а также тем фактом, что среди друзов-уккаль практически не было вероотступников, раскрывающих секреты своей религии. Разглашение же секретов уккаль карается смертной казнью.
Предположительно, религию друзов систематизировал как самостоятельную парадигму Хамза Ибн Али — современник Ад-Дарази (по друзским легендам — оппонент Дарази; по сведениям противников друзов, единомышленник и ученик Дарази). Крупнейшим идеологом друзской религии был ас-Сайид Абдалла ат-Танухи (умер в 1480).
Друзская религия совмещает принцип единобожия с признанием последнего божественного воплощения в фатимидском халифе аль-Хакиме.
Для религиозной доктрины друзов, по всей видимости, характерна концепция неограниченной свободы воли, отказ от детерминизма и признания самостоятельного существования атрибутов Бога, характерного для доминирующих направлений в исламе.
Религиозные собрания проходят в домах для собраний (хальва) (у современных друзов эти здания по форме напоминают маленькие стадиончики) по четвергам после захода солнца. Некоторые обряды культовой практики друзов, вероятно, уккаль проводят в малодоступных местах, в строгой тайне.
Основным достоинством для человека считается истина. Друзы предположительно верят, что Бог раскрывает себя в последовательных инкарнациях. Первым его проявлением был Универсальный Разум, который воплотился в Хамзе Ибн Али. Почитая Ветхий Завет, Новый Завет, а также Коран, друзы читают собственные священные книги в домах для собраний (хальва). В европейском востоковедении считается, что основной культовой книгой друзов является «Расаиль аль-Хикма» (Письма о знании), копия которой находится в завёрнутом состоянии в местах паломничества друзов, однако прикасаться к ней имеют право только друзы, прошедшие специальную подготовку. Вместе с тем, друзы в беседах с иноверцами часто подчёркивают, что единственной священной книгой в их доме является Коран, давая понять, что друзские тексты, не являясь сакральными, представляют собой лишь учёные комментарии на святые тексты. Есть основания полагать, что востоковедам не удастся решить проблему сравнительной значимости религиозных текстов друзов.
Для друзской религиозной практики характерно наличие большого количества мест для паломничества, которые посещают (обычно семьями) друзы из разных стран. Такие места часто служат местом знакомств друзской молодёжи, где заключается большое число браков друзов с разным гражданством.
Ряд европейских оккультистов (например, Блаватская) считают религию друзов (а заодно и алавитов) видоизменённым наследником «платонических», «гностических», эзотерических древних культов. Однако серьёзные востоковеды к таким положениям относятся со скепсисом и редко даже принимают вопрос к рассмотрению.

### Друзы в рамках материалистического понимания истории
Ряд марксистских историков, а позднее и последователей исторического структурализма, а также последователей Вебера проводили аналогию между крайними (хулат) фракциями шиизма (друзами, алавитами) и протестантскими реформаторами в Германии (Лютер), Швейцарии (Кальвин) или Англии (пуританизм и англиканство). При этом предполагалось, что взгляды друзов должны были сыграть аналогичную роль, как и «протестантская этика» в Западной Европе в институциональном оформлении перехода от феодальных к капиталистическим отношениям. Революция друзов проиграла (как и реформация, например, в Испании), погибнув в результате внешних факторов — крестовых походов и разорительного монгольского завоевания.

### Религиозные символы друзов

Пять религиозных цветов друзов

Друзы избегают иконографии, однако в своей религии используют пять цветов, являющихся их главными религиозными символами. Каждый из таких цветов имеет силу, которая называется хаад, что буквально переводится как предел или граница, отделяющая людей от животных. Каждый хаад раскрашен в определённый цвет:
- Зелёный олицетворяет понятие Акль «Вселенский разум»,
- Красный олицетворяет Нафс «Вселенская душа»,
- Жёлтый — Калима «Слово»,
- Голубой — Sabiq «Вероятности и возможности»
- Белый олицетворяет Tali «Будущее»[10].

## Культура

### Национальная кухня
Мате — один из самых потребляемых друзами напитков. Он был завезён в регион их проживания иммигрантами из Аргентины в XIX веке и очень полюбился местному друзскому населению из-за своего вкуса и тонизирующих свойств.

## Друзы Сирии
Основная часть друзов Сирии проживает на территории региона Джебель-Друз, где в 1998 году около 90 % населения были друзами. Другие общины сирийских друзов проживают в горах Харим, пригородном районе Дамаска Джерамана, а также на южных склонах горы Хермон.
После Первой мировой войны Франция получила мандат на бывшую османскую Сирию, где проводила политику создания небольших моноэтнических независимых государств, данная политика коснулась друзов, алавитов, христиан (на сегодняшний день это территория Ливана) а также других народностей Сирии.
После Второй мировой войны контроль над территорией проживания друзов получила Великобритания, которая также делала упор на нацменьшинства Сирии и Израиля.
Новейшая история Сирии после получения независимости показывает, что друзская община, неразвитая в экономическом отношении, подвергающаяся целенаправленному влиянию британской политики (в отличие от остальной, франкофильской Сирии) стала препятствием для социально-экономического преобразования страны. Некоторые исследователи говорят даже о «гражданской войне» между друзскими феодалами и центральным правительством Сирии после получения независимости. В целом, друзы рассматривались как «неблагонадёжные элементы». Бывший президент Сирии Адиб Шишакли (правил в 1949—1954 гг.) был убит в 1964 году в эмиграции в Бразилии друзом, мстившим за разрушения Джебель-Друз бомбардировками в 1954 году.
Только после прихода к власти партии Баас и особенно алавитского главы государства Хафеза аль Асада положение начало меняться. Лидер друзского движения, легендарный патриот Султан Паша аль-Атраш даже получил высшую государственную награду Сирии из рук Президента Хафеза Асада.
Друзы получили больше равноправия, однако до сих пор Джебель-Друз остаётся преимущественно аграрным регионом с относительно малоразвитой промышленностью. Среди мусульманского и христианского населения Сирии бытуют антидрузские предрассудки (так, например, многие мусульмане утверждают, что друзы мусульманами не являются, что допускается при очевидном отрицании основных положений ислама). Правительство Сирии часто оказывается не в состоянии разрешить земельные споры между друзскими общинами и окрестными, преимущественно, бедуинскими племенами, что приводит к межобщинным столкновениям, которые Правительство Сирии иногда бывает вынуждено регулировать вводом войск на спорные территории.

## Друзы Израиля
Друзское население Израиля включено в активную общественную жизнь страны. Друзы Израиля поддерживают межрелигиозные контакты. В числе депутатов кнессета есть представители общины, друзы служат в Армии обороны Израиля (АОИ) на общих основаниях, несмотря на то, что, как и арабы, друзы могли быть освобождены от службы в армии (друзские старейшины в своё время добровольно приняли воинскую обязанность для своих общин). В отличие от еврейского населения Израиля, на службу в АОИ из друзской общины призываются только юноши. Подавляющее большинство из них проходит службу в боевых частях (мотопехота, различные части специального назначения, 299-й батальон (Херев), подразделения следопытов). Друзы участвовали во всех войнах Израиля наряду с еврейским населением.
Ранее районы проживания друзов были только аграрными, промышленное производство в них не развивалось. В 1970-е годы в районе друзских поселений был создан промышленный парк Тефен, который интегрировал многих представителей друзской общины в передовые отрасли промышленности. Кроме того, друзы работают на многих предприятиях таких городов, как Маалот-Таршиха, Кармиэль и Нагария.

### Основные друзские населённые пункты
- Деревни Дальят-аль-Кармель и Исфия — расположенные вблизи Хайфы
- Ярка — расположена примерно в 10 км от Акко и 18 км от Кармиэля
- Джулис — расположен возле Ярки
- Пкиин — расположен в 8 км от Кармиэля
- Бейт-Джан — расположен к северо-востоку от Кармиэля
- Хурфейш — расположен невдалеке от Маалот-Таршихи
- Кисра-Смеа — расположена вблизи промышленной зоны Тефен

## Друзы Голанских высот

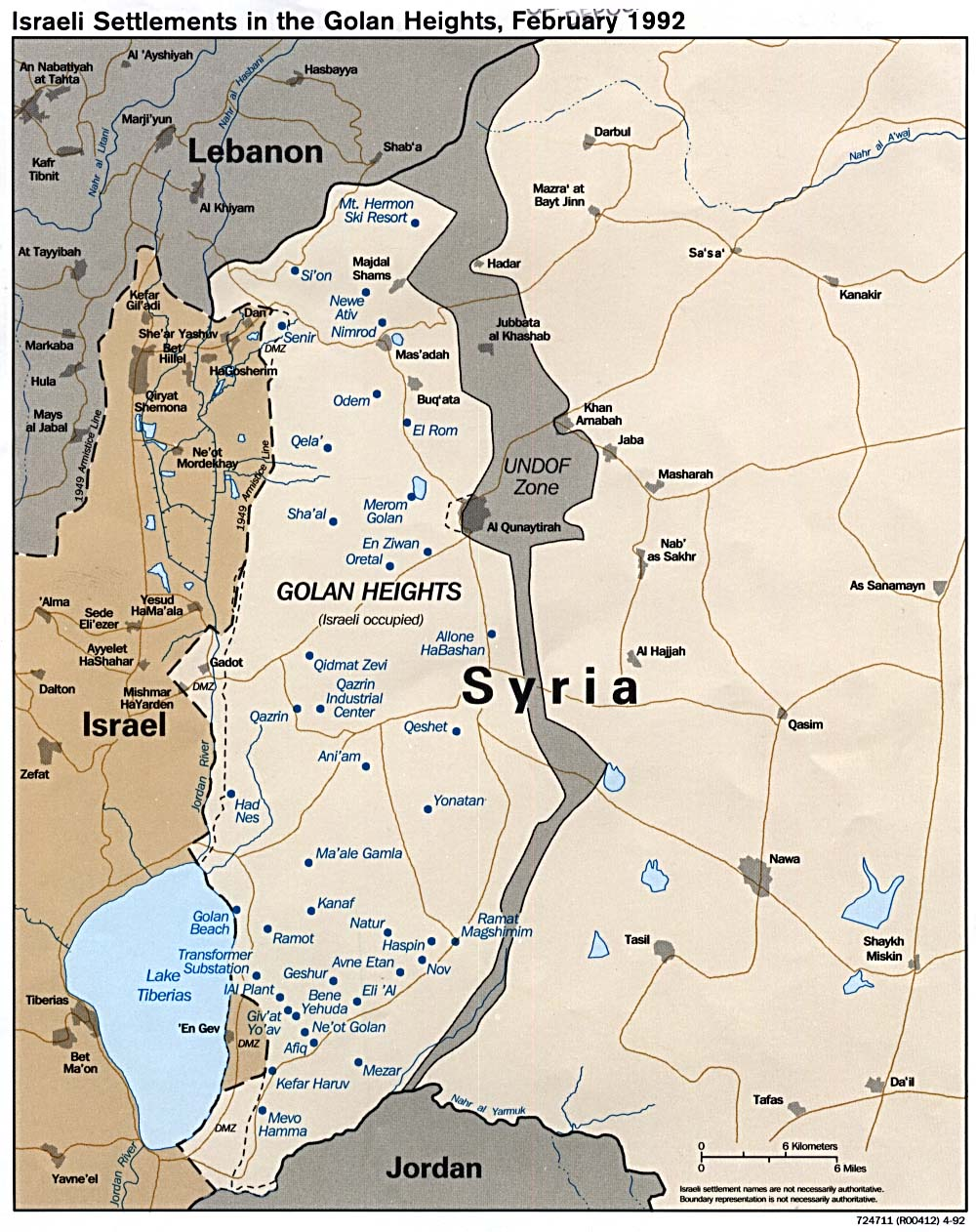
Карта Голанских высот, приблизительно отражающая реалии восемнадцатилетнего периода 1949—1967 (в этот период нейтральной полосы не было, она появилась в 1974; на карте обозначена серым цветом)

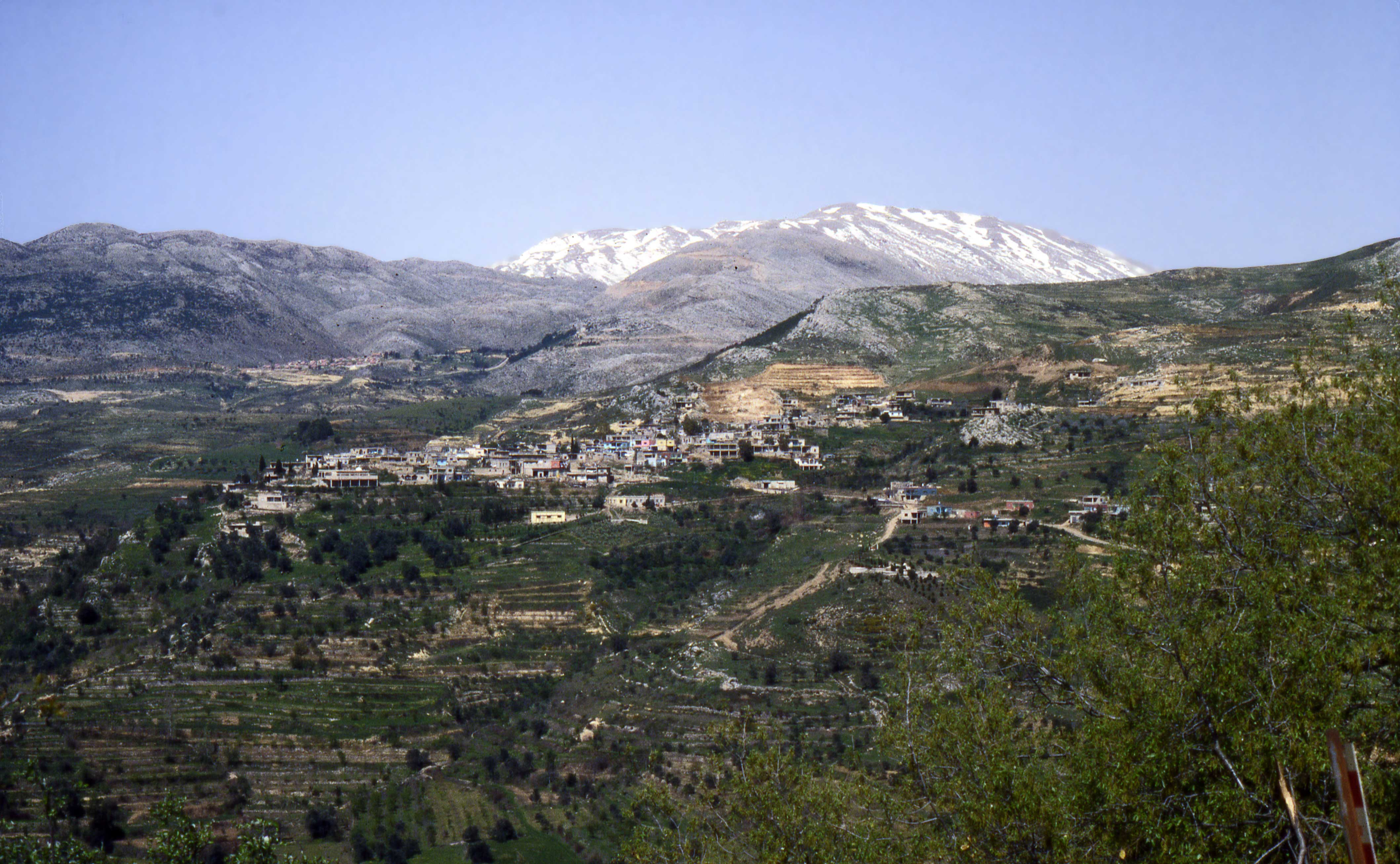
Вид на город Мадждаль-Шамс на Голанских высотах

В результате Шестидневной войны (июнь 1967 г.) и Войны Судного дня (октябрь 1973 г.) Израилем были заняты, а впоследствии аннексированы, Голанские высоты. Согласно Резолюции Совета Безопасности ООН 497 эта территория считается частью сирийских оккупированных территорий, ранее принадлежавших Сирии и заселённых преимущественно друзами (сёла Мадждаль-Шамс, Масаада, Буката и Айн-Кания). В 1981 году, после аннексии Голанских высот, друзскому населению этого региона было предложено израильское гражданство, но оно в большинстве своём сохранило и сирийское. Согласно Договору об учёбе друзов, заключённом между Израилем, Сирией и ООН в 1989 году, друзы Голанских высот имеют право на бесплатное обучение в сирийских вузах. В друзских поселениях на Голанских высотах основная часть населения занята в сельском хозяйстве и туристическом бизнесе. Друзы Голанских высот, являющиеся гражданами Израиля, служат в израильской армии и пользуются гражданскими правами на общем основании, в отличие от израильских арабов, имеющих освобождение от воинской повинности, но и небольшое ограничение в правах для тех, кто воспользовался этим освобождением. (Друзские женщины не являются военнообязанными, но это не ограничивает их в политических правах.)

## ДрузыЛивана
Принято считать, что политические взгляды определённой части друзской общины Ливана выражает Прогрессивно-социалистическая партия Ливана (входит в Социнтерн), хотя в ПСП состоят представители разных общин Ливана, а сама партия выступает как подчёркнуто антиконфессиональная. Вместе с тем, представители друзской общины состоят в ливанских политических партиях (но не движениях) и выступают против кандидатов от ПСП на выборах на участках, зарезервированных для друзов.